# 盛茂
盛茂（1473年—？年），字本深，順天府昌平州順義縣人，民籍。

## 生平
治《詩經》，弘治十七年（1504年）由國子生中式甲子科順天府鄉試第三十名舉人，年三十六歲中式正德三年（1508年）戊辰科會試第二百三十六名，第二甲第十九名進士。授刑部主事，历升郎中，正德十一年十月以勘查兖州知府童旭迟到被逮问。十四年任赣州府知府。

## 家族
曾祖盛道通，祖盛銘，父盛洪，母徐氏。具庆下。兄英、華。